# Marc Pickering
Marc Pickering (Kingston upon Hull, 5 giugno 1985) è un attore britannico, attivo in campo teatrale, televisivo e cinematografico.

## Biografia
Nato e cresciuto nello Yorkshire, Marc Pickering ha cominciato a recitare da bambino con il National Youth Music Theatre, apparendo nei musical teatrali Bugsy Malone e Oliver!. All'età di quattordici anni ha ottenuto il ruolo del giovane Masbath nel film di Tim Burton Il mistero di Sleepy Hollow, in cui ha recitato accanto a Johnny Depp, Miranda Richardson e Christopher Walken. Quattro anni più tardi è tornato sul grande schermo accanto a Helen Mirren e Julie Walters nel film Calendar Girls. Tra le sue altre apparizioni cinematografiche si ricorda Les Misérables, in cui Pickering ha interpretato e cantato il ruolo di Montparnasse.
Molto attivo anche in campo teatrale, Pickering ha recitato in numerose opere di prosa e musical sulle scene londinesi, tra cui apprezzati revival de Il mercante di Venezia e The Elphant Man e le prime britanniche dei musical The Toxic Avengers e Sorcerer's Apprentice. Sul piccolo schermo è noto per i ruoli di Ippolito d'Este nella serie francese I Borgia e del giovane Nucky Thompson nella quarta e nella quinta stagione di Boardwalk Empire - L'impero del crimine.

## Filmografia parziale

### Cinema
- Il mistero di Sleepy Hollow (Sleepy Hollow), regia di Tim Burton (1999)
- Calendar Girls, regia di Nigel Cole (2003)
- Cashback, regia di Sean Ellis (2006)
- Les Misérables, regia di Tom Hooper (2012)

### Televisione
- Dalziel and Pascoe – serie TV, 2 episodi (2006)
- Boardwalk Empire - L'impero del crimine – serie TV, 4 episodi (2014)
- I Borgia – serie TV, 6 episodi (2014)
- Doctors – serie TV, 1 episodio (2021)

## Teatro (parziale)
- The Elephant Man di Bernard Pomerance, regia di Bruce Guthie. Trafalgar Studios di Londra (2007)
- Il mercante di Venezia di William Shakespeare, regia di Julian Pascal. Arcola Theatre di Londra (2007)
- The Toxic Avenger, libretto di Joe DiPietro, colonna sonora di David Bryan, regia di Benjii Sperring. Southwark Playhouse di Londra (2016)
- How to Succeed in Business Without Really Trying, colonna sonora di Frank Loesser, libretto di Abe Burrows, Jack Weinstock e Willie Gilbert, regia di Benjii Sperring. Wilton's Music Hall (2016)

## Doppiatori italiani
- Lorenzo De Angelis ne Il mistero di Sleepy Hollow